# Soulivong Daravong
Soulivong Daravong là nhà chính trị, kinh tế người Lào sinh ngày 1 tháng 5 năm 1949 tại tỉnh Xiêng Khoảng. Năm 2010, ông là Bộ trưởng Bộ Kế hoạch và Đầu tư Lào. Ông học kỹ sư tại Đại học Montreal ở Canada, tốt nghiệp năm 1974.